# Кендес Бушнелл
Кендес Бушнелл (англ. Candace Bushnell; нар. 1 грудня 1958, Гластонбері) — американська письменниця і оглядачка. Вона найбільш відома як авторка власної колонки у газеті «New York Observer», а пізніше і книги «Sex and the City», яка лягла в основу популярного телевізійного серіалу «Секс у великому місті», а потім і його кіноверсії, фільмів «Секс у великому місті» та «Секс у великому місті 2».

## Життєпис
Кендес Бушнелл народилася в місті Гластонбері штату Коннектикут, США. Після закінчення Університету Райса наприкінці 1970-х рр. вона переїхала до Нью-Йорку, де незабаром стала частим гостем на різних вечірках і в різних клубах. З кінця 1980-х років вона стала оглядачем у газеті «New York Observer». У 1994 році Кендесс стала авторкою колонки «Sex and the City», в якій розповідала про себе та своїх друзів, про їх життя в Нью-Йорку, коханні та авантюрах.
У 1998 році HBO розпочало демонстрацію серіалу «Секс у великому місті», який не в точності, але все ж базується на однойменній колонці Кендес Бушнелл. Телесеріал збільшив вже зростаючу популярність Кендесс і його показ тривав до 2004 року.
Багато хто порівнювали персонаж серіалу Керрі Бредшоу з Кендес Бушнелл, оскільки Керрі, подібно її також працює оглядачкою в газеті, любить нічне життя Нью-Йорка, і має ініціали К. Б. Сама Бушнелл неодноразово заявляла в інтерв'ю, що Керрі — це її альтер-его.
4 липня 2002 року Кендес Бушнелл одружилась з артистом балету Чарльзом Аскегаардом.